# Jeon Tae-il (film)
Pour plus de détails, voir Fiche technique et Distribution.
Jeon Tae-il (아름다운 청년 전태일, Areumdaun cheongnyeon Jeon Tae-il, littéralement « Jeon Tae-il, une belle jeunesse » est un film sud-coréen réalisé par Park Kwang-su, sorti en 1995.

## Synopsis
L'histoire de Jeon Tae-il, un ouvrier qui s'immola à l'âge de 22 ans pour protester contre les conditions de travail dans les usines.

## Fiche technique
- Titre : Jeon Tae-il
- Titre original : 아름다운 청년 전태일 (Areumdaun cheongnyeon Jeon Tae-il)
- Titre anglais : A Single Spark
- Réalisation : Park Kwang-su
- Scénario : Hur Jin-ho, Kim Jeong-hwan, Lee Chang-dong et Yi Hyo-in
- Photographie : You Yong-kil
- Montage : Kim Yang-il
- Société de production : Age of Planning
- Pays :  Corée du Sud
- Genre : Drame, biopic
- Durée : 92 minutes
- Dates de sortie : 
  -  Corée du Sud : 18 novembre 1995

## Distribution
- Hong Kyoung-in : Jeon Tae-il
- Kim Sun-jae : Jung-soon
- Lee Joo-sil : la mère de Tae-il
- Myeong Gye-nam : le père de Tae-il
- Kwon Tae-won : le patron de l'usine
- Yoo Soon-cheol : le père de Young-soo
- Moon Sung-keun

## Distinctions
Le film a été présenté en sélection officielle en compétition lors de Berlinale 1996.